# 陳品三
陳 品三（ちん ひんざん、Chén Pǐnsān、1849年‐1929年）は、陳家太極拳の小架式を伝えた中国の武術家。諱は鑫（きん、Xin）、字は品三。中国河南省焦作市温県陳家溝出身（陳氏太極拳十六世）。
陳鑫の祖父には陳氏小架式を伝えた武術家として著名な、陳氏十四世陳有恒、叔祖父には同じく小架式・新架式を伝えた陳氏十四世陳有本が居る。
著書には唐豪・陳泮嶺など著名な研究者や武術家たちに多大な影響を与えた、太極拳の歴史的テキストのひとつである陳氏太極拳図説、そして未だその内容が秘匿され続けているという三三拳譜がある。
陳鑫の門弟には、陳氏太極拳の現存する殆どの拳架（大架式・新架式・小架式・趙堡架式）を総合的に学んだ伝人である陳子明が居る。